# Chelonodon laticeps
Chelonodon laticeps är en fiskart som beskrevs av Smith 1948. Chelonodon laticeps ingår i släktet Chelonodon och familjen blåsfiskar. Inga underarter finns listade i Catalogue of Life.